# Spider-Man: Web of Shadows
Spider-Man: Web of Shadows (рус. Человек-Паук: Паутина теней) — компьютерная игра в жанре приключенческого боевика, изданная компанией Activision в 2008 году. Игра основана на персонаже, супергерое комиксов Marvel, Человеке-пауке. По сюжету главный герой должен спасти Нью-Йорк от захвата симбиотов под предводительством его заклятого врага — Венома. Это первая игра про Человека-паука, где предоставлен выбор решений, который повлияет на развязку игры (4 альтернативные концовки).

## Персонажи и герои

### Главный герой
- Человек-паук (Питер Паркер) (в классическом и симбиотическом костюме)

### Союзники и помощники
- Люк Кейдж
- Марк Спектор (Лунный рыцарь)
- Фелиция Харди (Чёрная кошка) (после 1-го сражения)
- Эдриан Тумс (Стервятник) (после 1-го сражения)
- Джеймс «Логан» Хоулетт (Росомаха) (после 1-го сражения)
- Щ.И.Т.
- Чёрная вдова (Наташа Романофф)
- Носорог (Алекс О’Хирн)
- Тинкерер (Финеас Мэйсон)
- Электро (Макс Диллон) (после 2 сражений: с ним и его симбиотической версией)
- Кингпин (Уилсон Фиск) и его наёмники (после заключения союза, во время заражения города)
- Мэри Джейн Уотсон

### Боссы и враги
- Эдди Брок (Веном) (главный антагонист)
- Чёрная кошка
- Стервятник
- Росомаха
- Электро
- Заражённый Электро
- Заражённый Росомаха
- Заражённая Чёрная кошка
- Заражённый Стервятник
- Гигантский Веном
- Городские банды
- Наёмники и мехи Кингпина
- Симбиоты и заражённые люди

### Упомянутые персонажи
- Тони Старк (Железный человек) — член Мстителей, упоминается во многих разговорах. Также Питер пытается дозвониться до Старка. Основной базовый лагерь во время заражения города располагается в Башне Старка. Также можно встретить билборды с рекламой компании «Stark Industries».
- Сорвиголова (Мэтт Мёрдок) — упоминается в разговоре с Росомахой и во многих других, а также можно найти множество билбордов с рекламой адвокатской конторы «Нельсон и Мёрдок», где работает данный герой.
- Дж. Дж. Джеймсон — упоминается в разговорах. Также можно найти здание газетной редакции «Daily Bugle», в которой Джей занимает руководящую должность.
- Зелёный гоблин (Норман Озборн) — упоминается Пауком при одной из встречи с наёмниками Кингпина на глайдерах. Также можно найти здание «Oscorp», где само альтер эго гоблина — Норман Озборн, который занимал руководящую должность.
- Ник Фьюри — упоминается в разговоре с Чёрной вдовой.
- Дэнни Рэнд (Железный кулак) — можно встретить билборды с рекламой «Rand Corp».
- Фантастическая четвёрка — можно встретить билборды с рекламой «Baxter Building» — базовым лагерем команды, а также само здание в городе. В команду входят: Мистер Фантастик, Человек-Факел, Невидимая Леди и Существо.
- Рид Ричардс (Мистер Фантастик) — член Фантастической четвёрки. Питер пытается дозвониться до него перед отправкой в тюрьму-остров Райкер.
- Хэнк Пим (Человек-муравей) — член Мстителей. Питер пытается дозвонится до него перед отправкой в тюрьму-остров Райкер.
- Хэнк МакКой (Зверь) — Питер пытается также дозвонится и до него перед отправкой в тюрьму-остров Райкер. Является членом Людей Икс и хорошим другом Росомахи.
- Боливар Траск — один из противников Людей Икс, создатель проекта «Оружие Х». Упоминается в разговоре с Тинкерером.
- МОДОК — можно встретить билборды с рекламой его компании — A.I.M.

## Разработка
17 апреля 2008 года Activision подтвердила, что Spider-Man: Web of Shadows находится в разработке и что игра будет выпущена на PC, PlayStation 3, Xbox 360, PlayStation 2, PlayStation Portable, Wii и системы Nintendo DS. Также было заявлено, что история будет закручиваться вокруг вторжения в Нью-Йорк, а Человек-паук и другие герои и злодеи будут разбираться с последствиями. Веном был объявлен главным антагонистом.

## Сюжет

### Пролог
Питер Паркер (Человек-паук) разыскивает Мэри-Джейн в Нью-Йорке, кишащем людьми, заражёнными симбиотами, параллельно с этим помогая Щ. И. Т.у и выжившим. Её находит Люк Кейдж, он замечает странный силуэт, но никто не успевает ничего предпринять и все подвергаются нападению.

### Флэшбэк

#### Война банд
До этого события Питер рассказывает, как за четыре дня до инцидента, во время последнего сражения с Эдди Броком (Веномом), он подвергается очередному слиянию с отделившейся частью симбиота Венома. Питеру удаётся одержать верх в битве, после чего Брок благополучно сбегает, воспользовавшись моментом. Пострадавшую во время битвы Эм-Джей увозят в ближайшую больницу на машине скорой помощи, она успевает подарить Питеру новый телефон. Сопровождая скорую, Паук и остальные становятся свидетелями разборок двух банд. Паркер решает разобраться, в конфликт вмешиваются полиция и уличный герой Гарлема — Люк Кейдж. Кейдж объясняет, что банды «Rolling Sevens» и «Park Avenue» устроили гангстерскую войну на территории Гарлема, а его задача и в дальнейшем — Человека-паука — попытаться остановить их и свести последствия этих войн к минимуму. Человек-паук спасает информатора Кейджа, а позже защищает от нападения заправку, которая является одним из убежищ банды «Rolling Sevens». В дальнейшем герою удаётся договориться о мирной встрече двух банд в одном из парков Гарлема для урегулирования конфликта. Снаружи рандеву, на вершине близлежащих зданий, Человек-паук замечает наёмников в высокотехнологичном снаряжении. Герою удаётся незаметно обезвредить незнакомцев, не помешав переговорам. Однако переговоры заходят в тупик: — в этот ключевой момент Питеру нужно сделать выбор: если игрок выбирает «Красный путь», то Пауку удаётся подавить конфликт. Если игрок выбирает «Чёрный путь» — банды остаются в состоянии войны. Тем не менее, Паркер отслеживает наёмников прямиком до Уилсона Фиска (Кингпина).

#### Вор в законе
Человек-паук направляется прямиком к логову Кингпина — в башню «Wilson Fisk Industries», однако он замечает, как Фелиция Харди (Чёрная кошка) выбегает из здания, и вдаётся в след. После продолжительной погони Кошка и Паук вступают в схватку. Человек-паук одерживает верх, а Кошка сбегает в свой пентхаус. Паук летит туда. В ходе споров с Кошкой выясняется, что та работала под прикрытием против Фиска, а также, что по-прежнему имеет чувства к Пауку и целует его: — в этот ключевой момент Питеру нужно сделать выбор: Если игрок выбирает «Красный путь», то Паркер отвергает предложение Фелиции и объединяет силы против Кингпина с Марком Спектром (Лунным Рыцарем). Если игрок выбирает «Чёрный», то Паук соглашается и остаётся с Кошкой. Два героя объединяют силы с целью прекращения противоправной деятельности вора в законе, предотвращая теракт в городском суде и сражаясь с несколькими из его людей, включая Эдриана Тумса (Стервятника), который занимался массовым производством гоблинских глайдеров и другого снаряжения для Фиска. После победы происходит ключевой момент. Питеру нужно сделать выбор: если игрок выбирает «Красный путь», то Стервятника арестовывают, если «Чёрный» — Паук вербует его против Кингпина. В конце концов, Человек-паук сталкивается с целым рядом прихвостней криминальной фигуры на крыше здания «MetLife», но в противостояние вмешаются неизвестные люди, которые ведут себя, как бешеные и обладают невероятной силой, ловкостью и умением карабкаться по стенам. Человек-паук, в попытке защитить себя, начинает сбрасывать их с крыши здания, однако полицейские на мимо пролетающем вертолёте замечают происходящее и пытаются арестовать героя, считая, что он убивает простых горожан. Паук, в попытке объясниться, понимает, что это бесполезно и скрывается.

#### Адская кухня, симбиоты и Росомаха
Возвращаясь к Лунному рыцарю / Чёрной кошке (в зависимости от предыдущего выбора игрока), начинается полемика по поводу случившегося: Паркер пытается доказать, что эти «люди» сами напали на него, в итоге герои приходят к консенсусу и понимают, что надо разобраться и остановить этих людей. Далее, герою сообщают о том, что странные вещи творятся в Адской Кухне, Паук отправляется туда и встречается с Джеймсом «Логаном» Хоуллетом (Росомахой), который ведёт себя крайне агрессивно по отношению к Питеру. Он заявляет, что чувствует симбиота в теле Паркера. Росомаха нападает на Паука, параллельно проверяя его на «вменяемость», задавая ему различные вопросы из его биографии и их общей истории. Убедившись, что Питер контролирует свой чёрный костюм, Логан показывает ему, как симбиоты маскируются под обычных людей и учит его использовать паучье чутьё вместе с силами своего костюма, чтобы обнаруживать заражённых. Человек-паук и Росомаха начинают работать вместе. После, Паркер находит Венома и видит, как он трансформирует людей в симбиото-подобных монстров с помощью неких коконов. После долгих преследований и побоев Паук побеждает Венома, но тот снова сбегает.
Паркер продолжает свой «крестовый поход» против симбиотов, пытаясь сократить популяцию симбиотов путём уничтожения тех самых коконов. В это же время, Щ. И. Т., вместе с Наташей Романофф (Чёрной вдовой) объявляют карантин на Манхэттене и устраивают карантинные лагеря по всему острову. Прибывает Макс Диллон (Электро), в попытках найти и освободить свою сестру, попавшую в лагерь. Он начинает буйствовать и крушить всё, что попадётся под руку. Паук побеждает Макса, а Вдова подстреливает его из винтовки. Из толпы изолированных людей выбегает сестра Электро и заражает его, одновременно излечивая и превращая в монстра. Тот успевает скрыться до того, как кто-то успевает что-то предпринять.

#### Тюрьма Райкер
Человек-паук, понимая серьёзность ситуации, безуспешно пытается дозвониться до Тони Старка (Железного человека), Хэнка Пима (Человека-муравья), Рида Ричардса (Мистера Фантастика), а после и до Хэнка МакКоя (Зверя). Посоветовавшись с Эм-Джей, Лунным Рыцарем и Стервятником, Паук решает вторгнуться в тюрьму «Райкер», чтобы освободить Финеаса Мэйсона (Тинкерера), который помог бы найти способ уничтожения симбиотов. Паркер делает выбор, кто доставит его до Райкер («Красный путь» — Лунный Рыцарь, «Чёрный» — Стервятник). Прибыв в тюрьму, Паук освобождает Алекса О’Хирна (Носорога), и они вместе освобождают старика. В зависимости от выбора игрока, Паук оставляет («Красный») либо забирает («Чёрный») Носорога. На факт вторжения в тюрьму реагирует Щ. И. Т. с Чёрной вдовой, а также Кингпин. Паук убеждает взять с собой Тинкерера. Щ. И. Т. взрывает все мосты, ведущие в Манхэттен, дабы избежать распространения симбиотической инфекции. С поддержкой Фиска Тинкерер начинает разрабатывать специальное устройство, которое отделяет симбиота от хозяина, при этом не нанося вред последнему. Данное устройство должно быть установлено на Здание Траска для максимальной эффективности.

#### Карантин
В то время, как Тинкерер в процессе создания оружия против симбиотической заразы, Человек-паук выполняет поручения Щ. И. Т.а и Кингпина по спасению выживших, сопровождению караванов, подмоги солдатам и т. д.
Город полностью заражен симбиотами, а на улицах появляются зомби-симбиоты. Человек-паук побеждает многочисленных симбиотов с помощью Лунного Рыцаря, Чёрной кошки, Люка Кейджа и агентов Щ. И. Т.а. Позже Паркер выслеживает электролигнов (электрических симбиотов) и находит их прародителя — Электро-симбиота. Паук побеждает его и освобождает от симбиота.
После этого Человек-паук проводит несколько спасательных операций, а также защищает базу Щ. И. Т.а от нападавших армий симбиотов. Щ. И. Т. начинает эвакуировать гражданских из Нью-Йорка, но во время эвакуации в церкви Росомаха был побеждён и захвачен симбиотами, превратившись в Росомаху-симбиота. Человек-паук побеждает его и, в зависимости от выбора, уничтожает его симбиота, либо же поглощает его и разрывает Росомаху на две части.
После этого Человек-паук узнаёт, что Эм-Джей помогает Люку Кейджу в эвакуации людей. Она просит Питера не поддаваться влиянию чёрного костюма и уходит. Паук сопровождает гражданских до зоны эвакуации Щ. И. Т.а, после чего начинает волноваться за жизнь Мэри-Джейн, и Уилсон Фиск начинает издеваться над Питером. После небольшой словесной потасовки Паук отправляется искать её, но попадает в ловушку симбиотов. Победив врагов, он видит, что Чёрная кошка тоже была заражена симбиотом и превратилась в монстра. Во время сражения она почти победила Паркера, но появилась Мэри-Джейн. Кошка-симбиот нападает на Эм-Джей, а Питер, в попытке спасти её, толкает Кошку, та падает с большой высоты и получает смертельные повреждения и переломы. В зависимости от выбора, Человек-паук либо бросает Кошку, оставляя её Щ. И. Т.у, чтобы те оказали медицинскую помощь, как говорит ему Мэри-Джейн, либо использует своего симбиота, чтобы спасти Кошке жизнь, предав Эм-Джей. Во втором случае Эм-Джей в слезах улетает, а Кошка, получив похожий симбиотический костюм, страстно обнимает Человека-Паука. Этот выбор повлияет на концовку игры.
Тинкерер завершает создание своего устройства. Щ. И. Т. установливает его на Эмпайр-стейт-билдинг, но планам мешает Стервятник, заражённый симбиотом. Человек-паук с помощью поддержки Щ. И. Т.а побеждает крылатых симбиотов и самого Стервятника-симбиота, освобождая того от паразита.
Тумс уговаривает Питера уничтожить устройство Тинкерера, ведь если симбиоты будут уничтожены, то Паук потеряет свою великую силу чёрного костюма. Наступает момент истины и тут Паркер все решает сам в зависимости от предыдущих решений. Если Паук активирует устройство, то оно уничтожит симбиотов во всем городе, обратив их в нормальных людей, лишаясь своего симбиотического костюма. Но если он сломает устройство, то он решит уничтожить Щ. И. Т. и стать владельцем Нью-Йорка и больше не сможет снять чёрный костюм.
В любом случае Питер узнаёт, что остатки симбиотов во главе с Веномом напали на Геликарриер Щ. И. Т.а. Паук добирается на палубу авианосца, где идет битва союзников Паука с заражёнными агентами Щ. И. Т.а и уничтожает устройства помех, после чего минирует весь Геликарриер. Появляется Веном гигантских размеров и имеющий пять голов. Паук уничтожает четыре головы и пользуется неуклюжестью Венома, чтобы уничтожить двигатели Геликарриера, чтобы тот затонул в реке. Появляется обычный Веном и просит помощи, раскаиваясь в содеянном, оправдываясь тем, что он не может контролировать симбиота. Пауку дается ещё один выбор — помочь Веному или бросить того в двигатель. В первом случае Питер пытается помощь Эдди Броку, но он отталкивает его и лезет в двигатель, жертвуя собой, а во втором Паук сам набрасывает на шею Эдди петлю, прикрепляя её к двигателю. Геликарриер взрывается вместе с гигантским Веномом и тонет в реке. После этого происходит одна из четырёх игровых концовок.

## Концовки
У игры их 4:
- Если везде выбирать Чёрный путь, то Человек-паук станет королём симбиотов вместе с Чёрной кошкой. Оставшиеся выжившие и Росомаха-симбиот начнут на Человека-паука охоту.
- Если везде выбирать Красный путь, то Человек-паук победит симбиотов. В финале этой концовки Человек-паук летает на паутине вместе с Мэри Джейн.
- Если после схватки с Чёрной кошкой-симбиотом выбран Красный Путь, а в остальных моментах Чёрный, то Человек-паук станет королём симбиотов без Чёрной кошки.
- Если после схватки с Чёрной кошкой-симбиотом выбрать Чёрный путь, а в остальных моментах Красный, то после победы Человек-паук уйдёт из города, так как он предал Мэри-Джейн.

## Игровой процесс
Игровая механика, во многом, сохраняет геймплейные элементы из предыдущей игры, а именно открытый мир и систему передвижения по городу. Полностью переработана боевая система, в частности, добавлена возможность ведения боёв на стенах, добавлена возможность улучшения героя, путём покупки новых комбинаций ударов, специальных приёмов за специальные очки, которые можно получить, побеждая врагов и прохождением миссий и побочных заданий. У Человека-паука по ходу игры появляется чёрный симбиотический костюм, на который можно переключаться практически в любой момент игры. У каждого костюма отличаются стиль боя, комбинации ударов и приёмов (у обычного акцент сделан на более лёгких и быстрых ударах, у чёрного на более грубых), по этой причине для каждого костюма приходится покупать приёмы и комбо отдельно. Также во время одного из комбо можно поменять костюм, чтобы создать другую боевую комбинацию. Появился так называемый «Удар Паутины», с помощью которого можно притянуться к врагу и сделать удар, который потом в дальнейшем появлялся в будущих играх в разных вариациях. По ходу сюжета, Пауку придётся делать выбор в ключевых моментах игры, которые повлияют, в большой степени, на развитие сюжета и развязку, в малой — на сам геймплей. Также по ходу, у Спайди будут появляться союзники, у которых он будет брать сюжетные и побочные задания, а также которых сможет вызвать их для помощи в битвах (у красного, различные супергерои: Люк Кейдж, Лунный Рыцарь, Росомаха. У чёрного, злодеи и антигерои: Чёрная кошка, Стервятник, Носорог, Электро).

## Версии

### Версия для PlayStation 2 и PSP
Одновременно с оригинальной версией игры для PlayStation 3 и Xbox 360, вышли и другие версии на PlayStation 2 и PSP, под названием «Невероятные Союзники». Версия для PS2 и PSP является аркадой и имеет так называемую 2.5D графику, а также отличается более упрощённым сюжетом, отсутствием кат-сцен (вместо них диалоговые окна), а также появление других персонажей, которые не встречались в оригинале, таких как:
- Шторм
- Женщина-Паук
- Шакал
- Спэнсер Смайт и др.

### Версия для Wii
Версия практически идентична оригинальной версии. Игра отличается от оригинала лишь сильно урезанной графикой, в частности, была уменьшена дальность прорисовки, урезанные шейдеры, также были вырезаны мельчайшие детали в городе, такие как мусор на дорогах, количество горожан и машин на дорогах значительно уменьшилось. Отсутствует возможность призвать союзников для помощи в бою, вместо этого в игре эксклюзивно для этой версии имеются сменные костюмы для Человека-Паука, которые можно менять в специальной вкладке в меню паузы. Помимо классического красно-синего и симбиотического костюма, имеются и другие, такие как:
Вместо красно-синего (классического):
- Человек-Паук (Бен Рейли)
- Человек-Паук 2099
- Броня Человека-Паука (Mark I)

Вместо чёрного (симбиотического):
- Капитан Вселенная[англ.]
- Железный Паук (Mark II)
- Паук-Карнаж

### Версия для PC
Версия также практически идентична оригинальной версии. Однако игра претерпела ошибки при переносе на компьютеры — это отсутствие некоторых эффектов, присутствующих в версиях на консолях, таких как лопающиеся симбиоты после «смерти» заражённых врагов, трещины на асфальте после падения с высоких зданий, ошибки с тенями и с освещением и т. п.

### Версия для DS
Версия для Nintendo DS, аналогично версиям для PSP и PS2, представляет собой упрощённый 2D платформер с возможностью призыва союзников.

## Особенности
Spider-Man: Web of Shadows — это полностью трёхмерная экшен-игра про Человека-паука, в которой игрок может выбирать между «тёмным» и «светлым» путём, которые ведут к нескольким концовкам. Кроме этого, игроки могут выбирать последовательность боссов, которых надо победить, постоянных помощников между героями и злодеями, а также один из нескольких костюмов.

## Продолжение
Перед закрытием в 2009 году, Shaba Games работала над своей второй игрой про Человек-Паука, духовным наследником и, в какой-то степени, приквелом Spider-Man: Web of Shadows. Их целью было заново рассмотреть многих классических и популярных злодеев Паука (кроме Венома), показать лучшие схватки с боссами и продемонстрировать свою верность к оригинальным комиксам. Таким образом, игра должна была иметь богатую галерею известных противников Паука, включая Мистерио и Карнажа. В игре также должен был появиться Росомаха, в качестве союзника и второго игрового персонажа в игре. Однако компания обанкротилась, а проект отменили, однако некоторые наработки компании были использованы Beenox для создания другой игры про Человека-паука — Spider-Man: Shattered Dimensions.

## Отзывы
| Сводный рейтинг    | Сводный рейтинг                                                                                    |
| Агрегатор          | Оценка                                                                                             |
| ------------------ | -------------------------------------------------------------------------------------------------- |
| GameRankings       | (DS) 78,50 % (PSP) 77,25 % (PS3) 70,10 % (PS2) 69 % (X360) 68,37 % (Wii) 65,26 % (PC) 53,89 %      |
| Metacritic         | (DS) 77/100 (PSP) 75/100 (PS2) 69/100 (X360) 68/100 (PS3) 67/100 (Wii) 63/100 (PC) 52/100          |
| Иноязычные издания | |
| Издание            | Оценка                                                                                             |
| Eurogamer          | 5/10                                                                                               |
| Game Informer      | 6,5/10                                                                                             |
| GamePro            | [ 21 ]                                                                                             |
| GameRevolution     | B                                                                                                  |
| GameSpot           | 8/10 (DS) 7/10 (Wii) 6/10                                                                          |
| GameSpy            | [ 26 ]                                                                                             |
| GameTrailers       | 6,3/10                                                                                             |
| GameZone           | (X360) 8,5/10 (PS3) 8,3/10 (DS) 8/10 7/10 (PC) 6,5/10 (Wii) 5,9/10                                 |
| Giant Bomb         | [ 35 ]                                                                                             |
| IGN                | (DS) 8/10 7/10 (PS3 & X360, AU) 6,7/10 (X360, US) 5,7/10 (PS3, US) 5,5/10 (PC) 5,3/10 (Wii) 5,2/10 |
| Nintendo Power     | 6,5/10                                                                                             |
| OXM                | 8/10                                                                                               |
| PC Gamer (US)      | 48 %                                                                                               |
| Common Sense Media | [ 46 ]                                                                                             |
| Variety            | (average)                                                                                          |

Игру тепло приняли критики, особо отметив игровой процесс, динамику в стиле Майкла Бея и необычную графику.